# Markaryd
Markaryd er hovedby i Markaryds kommune, Kronobergs län, Småland, Sverige med 3.699 indbyggere (ultimo 2010).
Byen ligger ved motorvej E4 mellem Helsingborg og Stockholm, tæt ved grænsen mellem Skåne og Småland. Frem til freden i Roskilde i 1658 var det en vigtig grænseby for Sverige. I 1638 blev Sveriges anden poststation etableret på stedet for at knytte posttrafikken mellem Stockholm, Danmark og resten af Europa sammen. Efter at Skåne var blevet svensk, mindskedes Markaryds betydning.

## Infrastruktur
Ved slutningen af 1800-tallet blev der anlagt en jernbane mellem Åstorp og Jönköping, samt en mellem Hässleholm og Halmstad. Disse baner mødtes i Markaryd, som derved blev et jernbaneknudepunkt. Jernbanerne har i dag mindre betydning, hvorfor jernbanen til Åstorp, og banen mod nord er blevet nedlagt.
Banen mellem Hässleholm og Halmstad eksisterer stadig, men har de seneste årtier kun haft meget begrænset drift med (standsende) passagertog. I dag betjenes den kun af godstrafik.
I forbindelse med at Region Skåne har vedtaget en udbygning af Pågatåg i det nordøstlige Skåne bliver Markaryd fra december 2013 igen betjent af passagertog, som skal køre mellem Hässleholm og Halmstad.
Fordi landevejen mellem Helsingborg og Stockholm løb gennem Markaryd, fik byen større betydning og blev köping. Først og fremmest opstod en industri baseret på håndværk og produktion relateret til skovbrug, og i 1960'erne blev Rikspappersskolan oprettet for uddannelse i papirmasse- og papirindustrien.